# 張裳

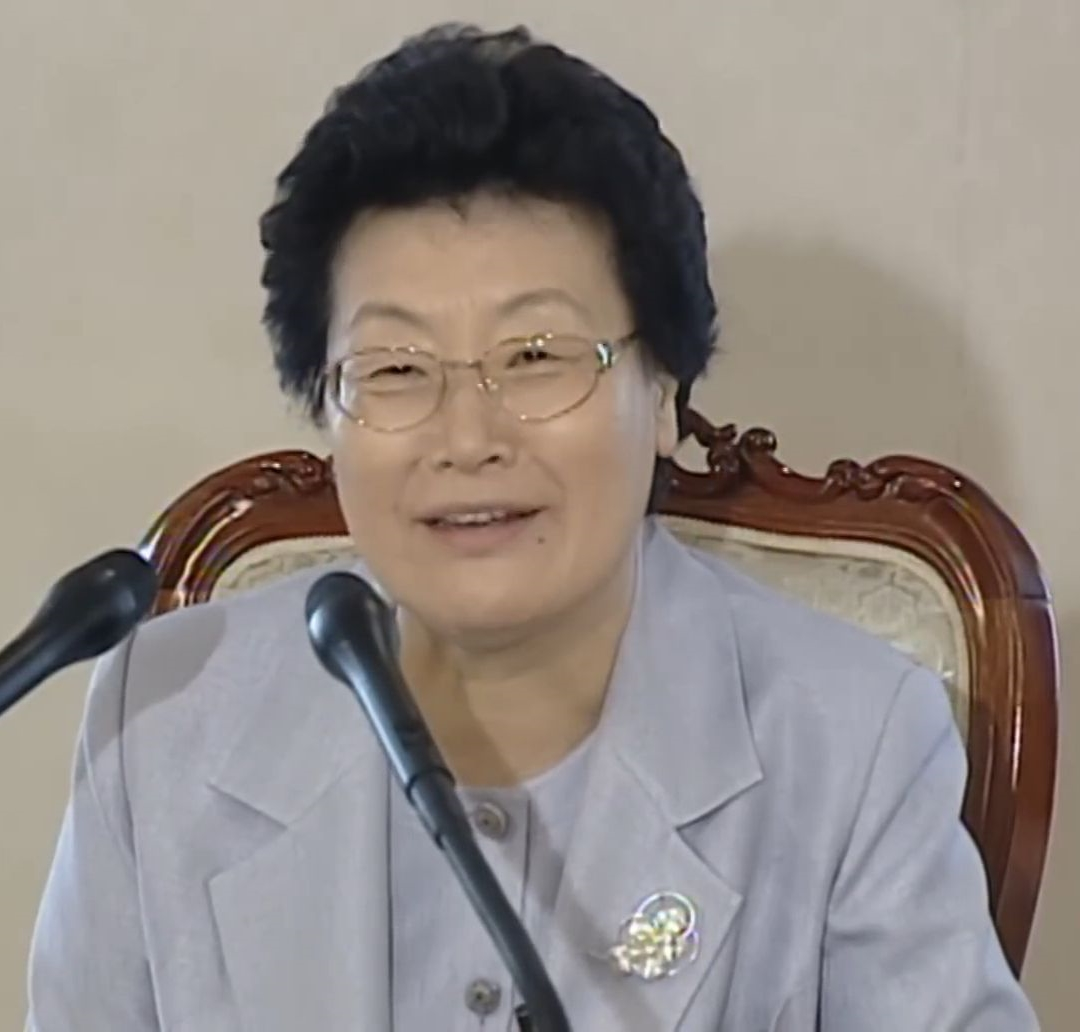
張裳

張 裳（チャン・サン、1939年10月3日 - ）は、大韓民国の女性政治家、神学者、教育者。元梨花女子大学校総長。クリスチャンとして牧師資格を持っており、本貫は仁同張氏。
2002年7月に韓国史上初の女性国務総理に指名されたが、偽装転入疑惑などにより人事聴聞会で野党側から厳しい攻勢を受け、結局国会での国務総理任命同意案が否決された。

## 略歴
1939年、日本統治下の朝鮮の平安北道龍川郡北中面に生まれた。1947年に母親とともに38度線を越えて越南した。淑明女子高卒業後、梨花女子大学校数学科、延世大学校神学科を経て、イェール大学とプリンストン大学神学大学院で修士号と博士号を取った。帰国後は梨大キリスト教学科教授を経て、1996年に梨花女子大学校総長になった。なお、張が梨大史上初の既婚女性出身の総長であった。その後は韓国私立大学総長協議会会長、韓国女性有権者連盟諮問委員、統一部統一顧問、民主平和統一諮問会議副議長などを歴任した。
2002年6月に李漢東の後任として国務総理代理を一時期務めたが、その時に張が米国留学中に出産した長男の二重国籍問題が公になった。その後大統領の金大中によって国務総理候補者に指名されたが、国会の人事聴聞会で長男の二重国籍と学歴の虚偽記載、土地投機疑惑、偽装転入などの問題で野党側から多くの質問を受けた後、国会での任命承認を受けておらず、総理候補を辞退した。なお、彼女自身はこの聴聞会について、「答弁より質問、聞いたことに対する答えを聞こうともしない聴聞会だった」と形容した。
2006年2月に民主党に入党し、第4回全国同時地方選挙の選挙対策委員長、党代表を歴任した。
2010年の再補欠選挙で民主党所属の候補としてソウル特別市恩平区乙選挙区の国会議員再選挙に出馬したが、ハンナラ党所属の李在五に押されて落選した。近年は牧師として宣教活動を行うようになった。